# Sainte-Terre

Sainte-Terre este o comună în departamentul Gironde din sud-vestul Franței. În 2009 avea o populație de 1.792 de locuitori.

## Evoluția populației
| An        | 1975  | 1982  | 1990  | 1999  | 2006  | 2009  |
| --------- | ----- | ----- | ----- | ----- | ----- | ----- |
| Populație | 1.355 | 1.416 | 1.564 | 1.635 | 1.737 | 1.792 |